# Папенгут, Павел Петрович
Па́вел Петро́вич Папенгут (27 мая 1894 года — не ранее декабря 1933 года), — русский офицер, полковник, член ТВО, соратник атамана Дутова, белоэмигрант, командующий объединёнными вооруженными силами провинции Синьцзян во время Синьцзянского восстания мусульман в 1933 году.

## Биография
Па́вел Петро́вич Папенгут сын действительного статского советника, помощника военного губернатора Самаркандской области (в 1907—1916 гг.) Петра Оскаровича Папенгута (1856—1917), происходившего из потомственных дворян Смоленской губернии и Надежды Ивановны Папенгут (урожд. Ушаковой, 1860—1910).  
Сестра его отца — Софья Оскаровна фон Папенгут, жена А.И.Коновницына.
Брат отца — Павел Оскарович фон Папенгут, генерал-лейтенант, герой Первой мировой войны.
В семье Петра Оскаровича и Надежды Ивановны было шестеро детей: сестры Павла Петровича — старшая Екатерина и младшие — Мария, Татьяна, Вера, Елизавета.
Павел Петрович — выпускник Ташкентского кадетского корпуса, в 1914 году окончил  по 1 разряду Михайловское артиллерийское училище.
Подпоручик (1914) с назначением в полевую лёгкую артиллерию, поручик (на 1918). Штабс-капитан (на 07.1919). Капитан (на осень 1920). Подполковник (на 11.1921). Полковник.
П. П. Папенгут являлся с 1918 года членом подпольной Туркестанской военной организации, был командирован с письмом к А. И. Дутову, у которого и остался. В 1-м Егерском батальоне Южной армии (на 07.1919). Командирован в отряд генерала А. С. Бакича для связи и координации действий при выступлении против Советской России (осень 1920). Штаб-офицер для поручений при походном атамане А. И. Дутове (1921). В личном отряде атамана А. И. Дутова в Суйдуне, председатель комиссии по приёму документов. После гибели А. И. Дутова (на 1921) начальник штаба отряда, возглавляемого полковником Т. В. Гербовым, с 3 (16) марта 1921 года. Соратник бывшего российского консула в Кульдже, колчаковского контрразведчика и сотрудника китайской разведки С. В. Недачина.
В эмиграции с 1931 года находился на военной службе у правителя (дубаня) Синьцзяна Цзинь Шужэня. Командующий 1 кавалерийского полка из русских эмигрантов (1932). Полк успешно оборонял столицу Синьцзяна г. Урумчи от восставших мусульман (дунган и уйгуров, 1933). Папенгут являлся одним из организаторов переворота, совершенного 12 апреля 1933 года, в результате которого к власти в Синьцзяне пришёл Шэн Шицай. После переворота П. П. Папенгут  был назначен командующим объединёнными вооруженными силами провинции Синьцзян.
После обращения Шен-Шицая за военной помощью к СССР и ввода на территорию Синьцзяна воинских формирований Красной армии П. П. Папенгут, как непримиримый противник советской власти,  10 декабря 1933 года был отстранён от командования вооруженными силами провинции Синьцзян, обвинён в подготовке апрельского заговора, арестован и расстрелян в городе Урумчи.

## Награды
- Медаль «В память 300-летия царствования дома Романовых» (1913)[1].

## Комментарии
1. ↑  Рядовой и командный состав частей Красной армии, введенных на территорию Синьцзян-Уйгурского автономного района, были переодеты при этом в форму русского ополчения вооруженных сил провинции Синьцзян.
2. ↑  Новым командующим был назначен генерал Н. И. Бектеев.